# Campylognathoides
 Campylognathoides  („Gebogener Kiefer“) war eine Gattung langschwänziger Flugsaurier aus dem Unterjura.
Das erste Exemplar, bestehend aus einigen Knochen eines Flügels wurde 1858 durch den Tübinger Professor Friedrich August von Quenstedt unter dem Namen Pterodactylus liasicus beschrieben. Es war das erste Flugsaurierfossil aus dem Lias von Württemberg. 1895 erkannte der Stuttgarter Paläontologe Felix Plieninger nach vollständigeren Funden aus Holzmaden, dass für die Tiere eine neue Gattung aufgestellt werden muss. Aus Deutschland wurden insgesamt zwei Arten beschrieben, die Typusart C. liasicus und C. zitteli. 1974 wurde ein fragmentarisch erhaltener Schädel aus Indien als C. indicus beschrieben.

## Merkmale
Campylognathoides ist ein langschwänziger Flugsaurier aus der Familie Campylognathoididae. Die Flügelspannweite von C. liasicus betrug etwa einen Meter, C. zitteli erreichte eine Flügelspannweite von 1,75 Meter. Campylognathoides hatte einen kürzeren, mit kleineren, senkrecht im Kiefer sitzenden Zähnen besetzten  Schädel als der in der gleichen Umwelt lebende Dorygnathus. Die Augenhöhlen waren relativ groß. Im Unterschied zu Dorygnathus ist der fünfte Zeh der Hinterbeine sehr kurz. 1986 fand ein Fossiliensammler in Posidonienschiefer bei Braunschweig ein kleines Flugsaurierbecken das ebenfalls der Gattung zugeordnet werden konnte. Es zeigte das Campylognathoides seine Hinterbeine nicht senkrecht unter den Körper halten konnte und deshalb auch nicht biped laufen konnte. Vielmehr standen die Beine seitlich ab und ermöglichten nur eine quadrupeden Fortbewegung auf dem Erdboden.